# Volksbank Raiffeisenbank Laupheim-Illertal
Die Volksbank Raiffeisenbank Laupheim-Illertal eG war eine Genossenschaftsbank mit Sitz in Laupheim.
Ihr Geschäftsgebiet umfasste den östlichen Teil des Landkreises Biberach.

## Geschichte
Am 30. November 1868 wurde von 58 Mitgliedern die Laupheimer Gewerbebank gegründet. Maßgeblich daran beteiligt war das Bürgertum jüdischen Glaubens. Zeitverzögert hat sich dieser Gedanke auch im Umland durchgesetzt. Am 25. Oktober 1883 gründeten 19 Bürger aus Burgrieden, Hochstetten und Burghöfe einen Darlehenskassenverein. Der Anfang beider Banken war vielversprechend, zumal die Industrialisierung um sich griff. Hopfenhandel, Holzbearbeitung und Holzwerkzeugindustrie, Maschinen- und Fahrzeugbau sowie eine Haarfabrik bestimmten die Wirtschaftsstruktur in der Raumschaft Laupheim. Namen wie Steiger in Burgrieden oder Laupheimer Werkzeugmaschinenfabrik stehen dafür.
Die Aufwärtsentwicklung wurde durch den Ersten Weltkrieg, die Inflation und die folgende Währungsreform gebremst. 1929 bezog die Gewerbebank in Laupheim erstmals eigene Räumlichkeiten in der König-Wilhelm Straße.
Die Jahre nach der Weltwirtschaftskrise bis zur Machtergreifung Hitlers waren vergleichsweise gut. Danach bestimmte das nationalsozialistische Regime und die Gleichschaltung erfasste auch die Laupheimer Gewerbebank. 1939 firmierte das Institut in Volksbank Laupheim um. Der folgende Weltkrieg und die Kriegswirtschaft bedeuten für beide Häuser eine Zäsur, die in eine zweite Währungsreform 1948 mündete. Die Eröffnungsbilanz der Volksbank Laupheim betrug 584.000 DM. Mit der Einführung der Mark erlebte Deutschland einen Wirtschaftsaufschwung, der beide Banken beflügelte.
Laupheim bezog 1984 am Marktplatz einen Neubau, der 2000 durch einen angrenzenden Neubau arrondiert wurde. Veränderte Rahmenbedingungen, zunehmender Wettbewerb und Kostendruck haben ab den 1970er Jahren zu einem Strukturwandel im Genossenschaftsbereich geführt. Die Raiffeisenbanken Baustetten und Oberholzheim fusionierten in den Jahren 1981 und 1992 mit der Volksbank. Durch den Zusammenschluss der Volksbank mit den Raiffeisenbanken Wain, Schönebürg, Achstetten und Mietingen entstand im Jahre 2000 eine Regionalbank im nördlichen Landkreis Biberach. Dieser Strukturveränderungsprozess hat, nachdem 2006 die Rottalbank hinzugestoßen ist, einen Höhepunkt erreicht. Im Jahre 2013 verschmolz die Volksbank Laupheim eG schließlich mit der Raiffeisenbank Illertal eG und im Jahre 2020 mit der Raiffeisenbank Erlenmoos eG, Erlenmoos.
Im Jahr 2024 fusionierten die Volksbank Raiffeisenbank Laupheim-Illertal und die Volksbank Allgäu-Oberschwaben zur neuen Volksbank Allgäu-Oberschwaben.

## Filialen
- Berkheim
- Burgrieden
- Erolzheim
- Laupheim
- Mietingen
- Rot an der Rot
- Schwendi